# Orquestra de Filadèlfia
L'Orquestra de Filadèlfia, en anglès Philadelphia Orchestra, és una prestigiosa orquestra simfònica dels Estats Units. La seva seu està, com indica el seu nom, a la ciutat de Filadèlfia, a Pennsilvània. Des del 2001 ofereix els seus concerts en el Kimmel Center for the Performing Arts del Verizon Hall, al costat de l'Acadèmia de Música de Filadèlfia, antic lloc de residència de l'orquestra.
Fritz Scheel va fundar l'orquestra el 1900, però va ser Leopold Stokowski, el seu director principal des de 1912, qui li donà un prestigi internacional. Va ser Stokowski el responsable de la banda sonora de la pel·lícula de Walt Disney, Fantasia. De 1936 a 1938, Leopold Stokowski i Eugene Ormandy es van repartir la direcció de l'orquestra. Després, Ormandy va quedar com a únic director durant 44 temporades aconseguint una extraordinària qualitat en les interpretacions de l'orquestra que es pot constatar en els nombrosos enregistraments discogràfics realitzats.

## Directors titulars
- Christoph Eschenbach (2003-)
- Wolfgang Sawallisch (1993-2002)
- Riccardo Muti (1980-1992)
- Eugene Ormandy (1936-1980)
- Leopold Stokowski (1912-1938)
- Carl Pohlig (1908-1912)
- Fritz Scheel (1900-1907)